# Riccardo da Caltagirone
Riccardo da Caltagirone, noto anche come Beato Riccardo, (... – Caltagirone, ...; fl. XIII secolo), è stato un francescano italiano. Si attribuisce la dignità di fondatore dell'ex convento di San Francesco d'Assisi, a Caltagirone, oggi sede del Museo Diocesano della città.

## Biografia
Poche le notizie certe intorno al Beato Riccardo della Chiesa cattolica, ritenuto confratello di San Francesco d'Assisi e venerato dal popolo per i suoi miracoli.
Nel 1644 a citare fra i primi il religioso siciliano fu padre Filippo Cagliola da Malta (1603-1653) – uno storico siculo-maltese dei minori conventuali e frate guardiano del convento di San Francesco a Messina –, nel paragrafo Conventus S. Michaelis, seù S. Francisci Calataieronis del libro Almae Siciliensis.

## Storia di un convento da lui fondato
Il nome di Riccardo emerge a proposito della diatriba in merito alla datazione di fondazione del maggiore convento calatino, come si avverte per cenni nel "Dizionario topografico della Sicilia" di Vito Amico, tradotto dal latino in italiano soltanto nel 1855.
Lo storico Cagliola (pagine 127-128) riferì che il convento e la chiesa dei minori osservanti di Caltagirone – quando ancora era riuniti sotto il nome di San Michele –, furono edificati nel 1394 all'epoca dell'amministrazione aragonese dell'Isola, secondo la testimonianza di un cronista di nome Uvadingo (Uvaddingo, o ancora U Vadingo). Mentre un antico manoscritto vizzinese (bidenense) e la stessa tradizione conventuale locale assegnerebbero la data di costruzione all'anno 1236, cioè prima della dominazione francese (1266-1292) in Sicilia.
Per quanto concerne gli ornamenti e gli arredamenti dell'antica chiesa calatina, spiega Cagliola, furono accresciuti in epoca spagnola da fra' Gerardo Alcoracei o Alcoraceo (1622), sotto il nome di San Francesco, innalzando diverse tombe di nobili, pregiandosi della presenza di un frammento ligneo della Santa Croce, donato dalla regina Bianca.
Il Cagliola, inoltre, affermò nel citato paragrafo che accanto al "sacro frammento" si custodivano le spoglie dei santi Pietro, Dionigi ed Eleuterio, nonché i resti del Beato Riccardo (B. Riccardi) assieme a quelli del beato Gerlando di Alemagna, quest'ultimo era stato un cavaliere dell'ordine di San Giovanni di Gerusalemme e terzo maestro penitenziere, morto nella città di Caltagirone. Cagliola sottolineò che la santità di Riccardo "fu illustre in questo Cenobio", mentre non è dato sapere dove nacque e quando morì il medesimo beato. Più tardi, nel '700, anche Antonio Lucci e Francesco Aprile confermarono il rapporto tra il beato e il convento.
A dare maggiore forza alle parole di padre Cagliola sarebbe stato l'intervento di altri storici contemporanei, assicurando il titolo di « fondatore » al nome di Riccardo. Ad esempio, Orrigo ricavò ulteriori notizie documentali dal « Regesto dei Conventi esistenti in Sicilia nel 1649 » e dalla Raccolta dell’«Archivio Segreto Vaticano » (dal titolo Sullo studio dei Regolari). Precedentemente, lo stesso Uvodingo/Wadding anticipò le laconiche parole del Cagliola e volendo evidenziare l'opera di Riccardo aggiunse, fra l'altro, come negli archivi della Congregazione di Siracusa, a proposito del convento di Ragusia (o Raccudia), non si trovassero notizie notevoli, a parte il fatto che fu edificato dalle maestranze "di Caltagirone, sotto le effigie di San Michele, poi chiamato di San Francesco, laddove riposa il beato Riccardo, che curò le malattie di molti e compì molti miracoli, successivamente narrati in un libro speciale, accuratamente conservato dalla Congregazione".